# Хеј, Џо! (филм)
Хеј, Џо! је југословенски филм из 1968. године. Режирао га је Звонимир Бајсић по делу Семјуела Бекета.

## Улоге
| Глумац     | Улога |
| ---------- | ----- |
| Свен Ласта |       |